# 2009 ワールド・ベースボール・クラシック B組
2009 ワールド・ベースボール・クラシック B組（メキシコシティラウンド）は、ワールド・ベースボール・クラシック第2回大会のメキシコシティで開催された1次リーグ。2009年3月8日から3月12日までの日程で、開催会場はフォロ・ソル。

## 試合形式
メキシコ・キューバ・南アフリカ・オーストラリアの4か国が出場。ダブルエリミネート方式トーナメント戦にて試合を行い、上位2か国（ゲーム4の勝者とゲーム5の勝者）がサンディエゴのペトコ・パークで行われる第2ラウンドへ出場する。

### 試合結果
下記（青帯）表記は、以下の通り。
ゲームNo. 試合開始時間（試合時間、入場者数）
|  | x - x |

#### 第1日目（3月8日）
ゲーム1 12:00（2時間37分、11,280人）
| キューバ | 8 - 1 | 南アフリカ |

|            | 1 | 2 | 3 | 4 | 5 | 6 | 7 | 8 | 9 | R | H  | E |
| ---------- | - | - | - | - | - | - | - | - | - | - | -- | - |
| 南アフリカ | 0 | 0 | 0 | 0 | 0 | 0 | 0 | 0 | 1 | 1 | 4  | 0 |
| キューバ   | 1 | 2 | 2 | 0 | 2 | 1 | 0 | 0 | x | 8 | 13 | 0 |

1. 南：●バリー・アーミテージ、ドノバン・ヘンドリックス、ガビン・ジェフリーズ、ジェイコブス・モスタート - カイル・ボタ
2. キ：○ノルヘ・ベラ、ノルベルト・ゴンサレス、イスメル・ヒメネス、ブラディミール・ガルシア - アリエル・ペスタノ、ローランド・メリーニョ
3. 勝利：ノルヘ・ベラ
4. 敗戦：バリー・アーミテージ
5. 本塁打
キ：フレデリク・セペダ（1号ソロ・1回（バリー・アーミテージ））（2号ソロ・3回（バリー・アーミテージ））、アルフレド・デスパイネ（1号2ラン・2回（バリー・アーミテージ））、エクトル・オリベラ（1号ソロ・5回（ドノバン・ヘンドリックス））、ユリエスキ・グリエル（1号ソロ・5回（ドノバン・ヘンドリックス））、ヨエニス・セスペデス（1号ソロ・6回（ドノバン・ヘンドリックス））

ゲーム2 19:00（3時間43分、20,831人）
| メキシコ | 7 - 17 | オーストラリア |

|                | 1 | 2 | 3 | 4 | 5 | 6 | 7 | 8 | R  | H  | E |
| -------------- | - | - | - | - | - | - | - | - | -- | -- | - |
| オーストラリア | 3 | 1 | 0 | 0 | 3 | 3 | 4 | 3 | 17 | 22 | 2 |
| メキシコ       | 5 | 1 | 1 | 0 | 0 | 0 | 0 | 0 | 7  | 12 | 1 |

1. ※8回コールド（8回終了時に、10点以上得点差がついたため）
2. オ：クレイグ・アンダーソン、ポール・ミルドレン、リアム・ヘンドリックス、○ダミアン・モス、リッチ・トンプソン - アンドリュー・グラハム
3. メ：オリバー・ペレス、ラファエル・ディアス、●リカルド・リンコン、パブロ・オルテガ、デビッド・コルテス、デニス・レイエス、フランシスコ・ロドリゲス - ロッド・バラーハス
4. 勝利：ダミアン・モス
5. 敗戦：リカルド・リンコン
6. 本塁打
オ：ルーク・ヒューズ（1号2ラン・1回（オリバー・ペレス））、クリス・スネリング（1号ソロ・1回（オリバー・ペレス））（2号ソロ・7回（デビッド・コルテス））、ベン・ライシンガー（1号2ラン・8回(フランシスコ・ロドリゲス)）
メ：J・バスケス（1号満塁・1回(アンダーソン)）、アメザガ（1号ソロ・2回(アンダーソン)）

#### 第2日目（3月9日）
ゲーム3 20:00（3時間33分、10,321人）
| 南アフリカ | 3 - 14 | メキシコ |

|            | 1 | 2 | 3 | 4 | 5 | 6 | 7 | 8 | 9 | R  | H  | E |
| ---------- | - | - | - | - | - | - | - | - | - | -- | -- | - |
| メキシコ   | 1 | 0 | 2 | 0 | 0 | 0 | 3 | 4 | 4 | 14 | 16 | 2 |
| 南アフリカ | 1 | 0 | 1 | 0 | 0 | 0 | 1 | 0 | 0 | 3  | 7  | 2 |

1. メ：デセンス、R・ロペス、リンコン、アヤラ、ソリア - M・オヘーダ
2. 南：エラスムス、エカーマンス、アンジェルッチ、エラリオ、モスタート、ロブ、リンゼイ - ボタ、ホワイト
3. 勝利：エルマー・デセンス
4. 敗戦：ジャスティン・エラスムス
5. 本塁打
メ：A・ゴンザレス（1号2ラン・3回（エラスムス））（2号3ラン・8回（エラリオ））、ロブレス（1号2ラン・9回（ロブ））、カントゥ（1号2ラン・9回（ロブ））

#### 第3日目（3月10日）
ゲーム4 20:00（3時間29分、13,406人）
| オーストラリア | 4 - 5 | キューバ |

|                | 1 | 2 | 3 | 4 | 5 | 6 | 7 | 8 | 9 | R | H | E |
| -------------- | - | - | - | - | - | - | - | - | - | - | - | - |
| キューバ       | 0 | 0 | 1 | 0 | 0 | 1 | 1 | 2 | 0 | 5 | 9 | 1 |
| オーストラリア | 0 | 0 | 0 | 1 | 0 | 3 | 0 | 0 | 0 | 4 | 6 | 1 |

1. キ：アロルディス・チャップマン、ノルベルト・ゴンサレス、ペドロ・ラソ、ダニー・ベタンコート、○イスメル・ヒメネス - アリエル・ペスタノ
2. オ：トラビス・ブラックリー、ダミアン・モス、●トンプソン、ブラッド・トーマス - グラハム
3. 勝利：イスメル・ヒメネス
4. 敗戦：リッチ・トンプソン
5. 本塁打
キ：ヨエニス・セスペデス（2号ソロ・6回（ダミアン・モス））、ヨスバニ・ペラサ（1号2ラン・8回(トンプソン)）

#### 第4日目（3月11日）
ゲーム5 20:00（2時間31分、16,728人）
| オーストラリア | 1 - 16 | メキシコ |

|                | 1 | 2 | 3 | 4 | 5 | 6 | R  | H  | E |
| -------------- | - | - | - | - | - | - | -- | -- | - |
| メキシコ       | 0 | 0 | 4 | 7 | 1 | 4 | 16 | 13 | 0 |
| オーストラリア | 0 | 0 | 0 | 1 | 0 | 0 | 1  | 6  | 0 |

1. ※6回コールド（6回終了時に、15点以上得点差がついたため）
2. メ：○ホルヘ・カンピーヨ、ロドリゴ・ロペス - ミゲル・オヘーダ
3. オ：●デビッド・ウェルチ、ブレンドン・ワイズ、リアム・ヘンドリックス、ポール・ミルドレン、トリスタン・クロフォード、ドリュー・ネイラー、アダム・ブライト、スコット・ミッチンソン - アンドリュー・グラハム、ジョエル・ノートン
4. 勝利：ホルヘ・カンピーヨ
5. 敗戦：デビッド・ウェルチ
6. 本塁打
メ：スコット・ヘアストン（1号2ラン・4回（ポール・ミルドレン））、カリム・ガルシア（1号ソロ・5回（トリスタン・クロフォード））（2号3ラン・6回（アダム・ブライト））
オ：ブレット・ロンバーグ（1号ソロ・4回（ホルヘ・カンピーヨ））

#### 第5日目（3月12日）
ゲーム6 19:00（3時間33分、20,149人）
| キューバ | 16 - 4 | メキシコ |

|          | 1 | 2 | 3 | 4 | 5 | 6 | 7  | R  | H  | E |
| -------- | - | - | - | - | - | - | -- | -- | -- | - |
| メキシコ | 0 | 0 | 2 | 1 | 1 | 0 | 0  | 4  | 5  | 0 |
| キューバ | 1 | 0 | 1 | 5 | 0 | 0 | 9x | 16 | 17 | 1 |

1. ※7回コールド（7回終了時に、10点以上得点差がついたため）
2. メ：パブロ・オルテガ、●フランシスコ・カンポス、ラファエル・ディアス、デビッド・コルテス、デニス・レイエス、アヤラ - ミゲル・オヘーダ
3. キ：シロ・リセア、ロドリゲス、○ユリエスキ・ゴンサレス、ユニエスキ・マヤ、ミゲル・ラエラ、ヨレクシス・ウラシア - ローランド・メリーニョ、アリエル・ペスタノ
4. 勝利：ユリエスキ・ゴンサレス
5. セーブ：ヨレクシス・ウラシア
6. 敗戦：フランシスコ・カンポス
7. 本塁打
メ：フレディ・サンドバル（1号ソロ・3回（ルイス・ミゲル・ロドリゲス））、オスカー・ロブレス（1号ソロ・3回（ルイス・ミゲル・ロドリゲス））、カリム・ガルシア（3号ソロ・5回（ユニエスキ・マヤ））
キ：ユリエスキ・グリエル（2号2ラン・4回（フランシスコ・カンポス））、アリエル・ペスタノ（1号3ラン・7回(アヤラ)）、フレデリク・セペダ（3号3ラン・7回(アヤラ)）

## 最終順位
| 順位 | 国・地域       | 勝 | 負 |
| ---- | -------------- | -- | -- |
| 1    | キューバ       | 3  | 0  |
| 2    | メキシコ       | 2  | 2  |
| 3    | オーストラリア | 1  | 2  |
| 4    | 南アフリカ     | 0  | 2  |

## 強化試合
各国代表の本大会第1ラウンドを前に最終調整の場として強化試合を開催した。

### 試合結果
下記（青帯）表記は、以下の通り。
試合開始時間  （試合時間、入場者数）
|  | x - x |